# آری اوزاوا
آری اوزاوا (انگلیسی: Ari Ozawa؛ زادهٔ ۱۰ اوت ۱۹۹۲) صداپیشه اهل ژاپن است. وی از سال ۲۰۱۳ میلادی تاکنون مشغول فعالیت بوده‌است.